# Campestre San Carlos Fraccionamiento
Campestre San Carlos Fraccionamiento är en ort i Mexiko.   Den ligger i kommunen Pabellón de Arteaga och delstaten Aguascalientes, i den centrala delen av landet, 400 km nordväst om huvudstaden Mexico City. Campestre San Carlos Fraccionamiento ligger 1 907 meter över havet och antalet invånare är 250.
Terrängen runt Campestre San Carlos Fraccionamiento är platt österut, men västerut är den kuperad. Runt Campestre San Carlos Fraccionamiento är det ganska tätbefolkat, med 185 invånare per kvadratkilometer. Närmaste större samhälle är Aguascalientes, 19,2 km söder om Campestre San Carlos Fraccionamiento. Trakten runt Campestre San Carlos Fraccionamiento består till största delen av jordbruksmark.